# Dettingen unter Teck
Dettingen unter Teck – miejscowość i gmina w Niemczech, w kraju związkowym Badenia-Wirtembergia, w rejencji Stuttgart, w regionie Stuttgart, w powiecie Esslingen, wchodzi w skład wspólnoty administracyjnej Kirchheim unter Teck. Leży w Albtrauf, nad rzeką Lauter, ok. 18 km na południowy wschód od Esslingen am Neckar, przy drodze krajowej B465 i autostradzie A8.

## Demografia
- 1648: 500
- 1700: 1 000
- 1800: 2 000
- 1939: 2 366
- 1950: 3 131
- 1961: 3 613
- 2005: 5 642